# Luciana Sbarbati
Luciana Sbarbati este un om politic italian, membru al Parlamentului European în perioada 1999-2004 din partea Italiei.
1. ↑  senato.it, accesat în 12 noiembrie 2021
2. ↑   https://dati.senato.it/senatore/2194 Lipsește sau este vid: |title= (ajutor)
3. 1 2  Deputații în Parlamentul European
4. ↑  storia.camera.it, accesat în 12 noiembrie 2021